# Pont-de-Chéruy
Pont-de-Chéruy is een gemeente in het Franse departement Isère (regio Auvergne-Rhône-Alpes). De plaats maakt deel uit van het arrondissement Vienne. Pont-de-Chéruy telde op 1 januari 2022 6.107 inwoners. 

## Geografie
De oppervlakte van Pont-de-Chéruy bedroeg op 1 januari 2022 2,51 vierkante kilometer; de bevolkingsdichtheid was toen 2.433,1 inwoners per km².

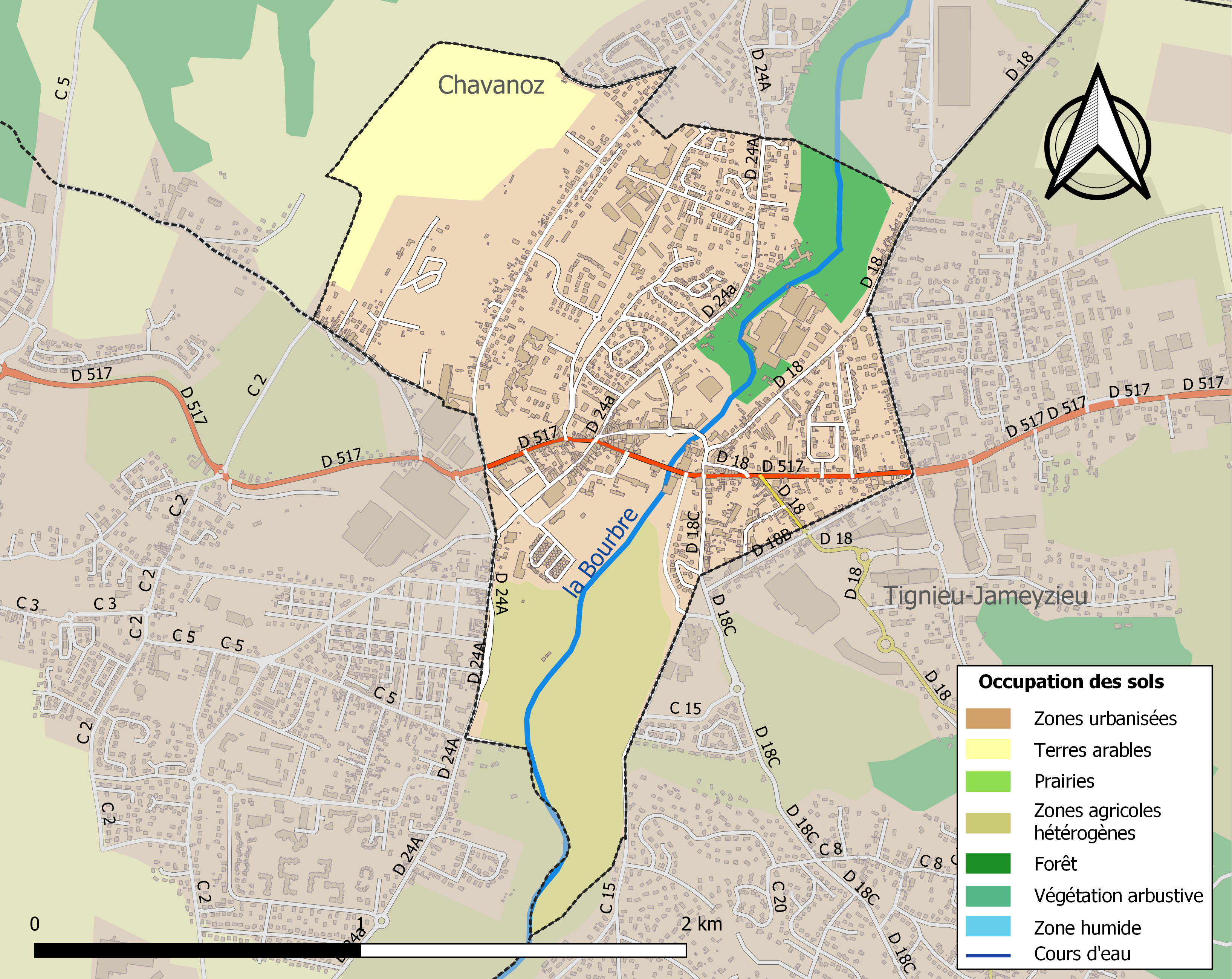
Kaart van de gemeente met de belangrijkste infrastructuur, bodemgebruik en omliggende gemeenten

## Demografie
Onderstaande figuur toont het verloop van het inwonertal (bron: INSEE-tellingen).